# 李万禄
李万禄（1937年8月—2019年2月27日），男，汉族，贵州清镇人，中华人民共和国政治人物，曾任中共贵州省委常委，中共贵阳市委书记，贵州省人大常委会副主任、党组成员。